# Hermann Rasch (Stadtdirektor)

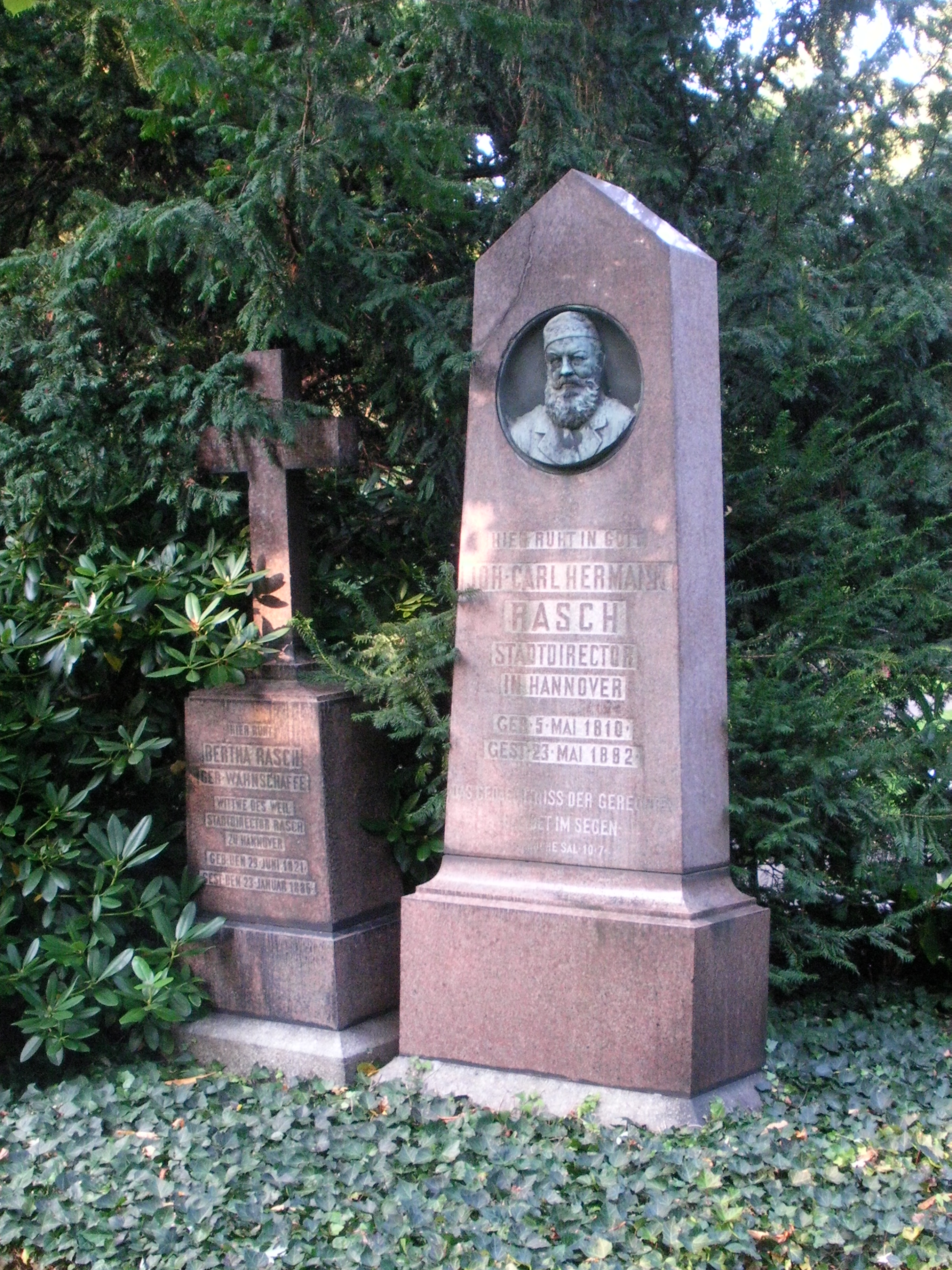
Grabmal Rasch auf dem Stadtfriedhof Engesohde in Hannover

Johann Carl Hermann Rasch (* 5. Mai 1810 in Groß Lobke (heute Ortsteil von Algermissen), Landkreis Hildesheim; † 23. Mai 1882 in Hannover) war von 1854 bis 1881 Stadtdirektor von Hannover.

## Leben
Rasch wurde in der sogenannten „Franzosenzeit“ im vormaligen Kurfürstentum Braunschweig-Lüneburg geboren und war Sohn des Kammerkommissars beziehungsweise Landbaubeamten Georg Rasch und dessen aus einer hannoverschen Ratsfamilie stammenden Ehefrau Johanne Friederike von Lüpke. Bis zu seinem 16. Lebensjahr erhielt er  Privatunterricht im Elternhaus, bevor er das Pädagogium in Ilfeld besuchte. Von 1828 bis 1832 studierte er Rechtswissenschaften an der Universität Göttingen. Seit 1828 war er Mitglied des Corps Lunaburgia II.
Nach dem Studium arbeitete er ab 1832 zunächst als Amtsauditor, ab 1836 als Assessor unter anderem in Blumenthal und Nienburg an der Weser.
1840 wurde er Sekretär im hannoverschen Kriegsministerium, 1846 Rat im Schatzkollegium und am 1. Januar 1854 Oberzollrat. Im Februar 1854 wurde er schließlich zum Stadtdirektor gewählt. Dieses Amt übte er fast 30 Jahre lang aus, bis er es 1881 aus Gesundheitsgründen aufgeben musste. Er vertrat die Stadt Hannover im Provinziallandtag der Provinz Hannover.
Rasch starb am 23. Mai 1882. Er erhielt ein Ehrengrab auf dem Engesohder Friedhof. Nach ihm wurde der zwei Jahre nach seinem Tod angelegte Raschplatz hinter dem Hauptbahnhof Hannovers benannt.

## Zeit als Stadtdirektor
In seiner Zeit als Stadtdirektor stieg die Einwohnerzahl Hannovers von 33.000 auf 128.000. So fanden während seiner Amtszeit die Eingemeindungen der Vorstadt Hannovers (1859) und der Vorstadt Glocksee (1870) statt. Weitere Amtshandlungen waren die Anlage des Stadtfriedhofs Engesohde (1862), die Einweihung des neuen Bahnhofsgebäudes (1879) und des Ernst-August-Denkmals, die Eröffnung des Zoologischen Gartens und die Einweihung der Christuskirche. Daneben trug er zur Verbesserung des Schulwesens bei, indem er fünf höhere und sieben Volksschulen bauen ließ.